# Saskia Reeves
Saskia Reeves é uma atriz britânica nascida em 1961. Seus trabalhos de maiores destaques foram em Close My Eyes de 1991 e ID de 1995. Também apareceu na série para televisão Frank Herbert's Dune.  
Reeves foi nascida e criada em Londres, sua mãe era holandesa e seu pai inglês. Estudou na "Escola de Música e Drama Guindall" e desde então trabalhou com ilustres diretores como Mike Leigh, Stephen Poliakoff, Michael Winterbottom e Nicholas Hytner.
Além de sua carreira como atriz, Saskia ainda participou de vários comerciais e narrações de livros   para VocalPoint.net.

## Filmografia
- Close My Eyes (1991)
- December Bride (1991)
- Antonia and Jane (1991)
- The Bridge (1992)
- ID (1995)
- Butterfly Kiss (1995)
- Christmas Carol (1999, filme para TV)
- Heart (1999)
- Frank Herbert's Dune (2000, série televisiva)
- The Tesseract (2003)
- Island at War (2004, série televisiva)
- City of Birds (2008)
- The Fixer (2008, série televisiva)